# Johann Hinrich Färber
Johann Hinrich Färber (* 1820 in Tönning; † 1888 ebenda) war ein deutscher Orgelbauer.

## Leben
Johann Hinrich Färber war Sohn des Tönninger Küsters und Tischlers Johann Jürgen Färber und dessen Ehefrau Maria Elisabeth, geb. Siese. Seine Lehrzeit absolvierte er bei dem bekannten Orgelbauunternehmen Marcussen & Reuter in Aabenraa, das 1848 auch die Richborn-Orgel der Laurentiuskirche in seiner Heimatstadt umbaute. 1855 ist Färber wieder in Tönning nachweisbar, laut Volkszählung vom 1. Februar 1855 lebte er als „Instrumentenmacher“ mit seiner aus Hamburg stammenden Ehefrau Hermine Pauline Elise und einem Gesellen in der Neustraße 30. In demselben Jahr wird er auch als Mitglied der Tönninger Liedertafel erwähnt. Seit 1857 hatte Färber seine Werkstatt im 8. Quartier Nr. 22 (heute: Am Hafen 1). Aufgrund der Qualität seiner Arbeiten besaß er einen guten Ruf. Leopold Iwan Cirsovius zitierte 1872 den Kotzenbüller Organisten Wacker, der Färber als einen der „genialsten Schüler“ von Marcussen und Reuter bezeichnet. Sein Sohn Friedrich Johann Färber übernahm die Orgelbauwerkstatt und arbeitete auch als Klavierbauer; ab 1903 ist die Werkstatt jedoch in Tönning nicht mehr nachweisbar. Johann Hinrich Färber hat ca. 20 bis 30 Orgelneubauten geschaffen; sein Wirkungsraum reichte von Hamburg bis nach Süddänemark.

## Werke (Auswahl)
| Jahr     | Ort                         | Gebäude                      | Bild | Manuale | Register | Bemerkungen |
| -------- | --------------------------- | ---------------------------- | ---- | ------- | -------- | --- |
| 1859     | Kotzenbüll                  | Nikolaikirche                |      | II/P    | 16       | Vermutlich erster größerer Auftrag Färbers. Orgel in den 1960er Jahren stillgelegt. Der Orgelbauverein Kotzenbüll sammelt Mittel zur Restaurierung. Färber integrierte in das Instrument Teile des Pfeifenwerks und der Konstruktion der vorhergehenden Orgeln von ca. 1500 und 1739/1740 (Johann Hinrich Klapmeyer). Nach Gunther Westphal ist dies die einzige Orgel der ehemaligen Landschaft Eiderstedt, „die die Geschichte der Orgelbautechnik über die Jahrhunderte in sich vereinigt und die gesamte Entwicklung widerspiegelt“. Konrad Küster: „Färbers subtile Baumaßnahme sucht im 19. Jahrhundert ihresgleichen: So viel Bestandserhaltung wie hier gab es andernorts kaum noch einmal“. |
| 1861     | Tetenbüll                   | St. Anna                     |      | II/P    | 23       | Prospekt und 80 % der Pfeifen von Färber erhalten. 1976 und 2010 Restaurierung durch Paschen Kiel Orgelbau. |
| 1862     | Oldenswort                  | St. Pankratius               |      | II/P    | 24       | Orgelneubau samt neuem Hauptwerk-Prospekt bei Erhaltung Rückpositiv-Prospekts von 1592. 1971 Umbau durch Klaus Becker. |
| 1863     | Erfde                       | St.-Marien-Magdalenen-Kirche |      | II/P    | 12       | Prospekt erhalten, ursprüngliche Disposition bei Cirsovius. |
| 1869     | Friedrichstadt              | Remonstrantenkirche          |      | II/P    | 15       | 1947 Barockisierung, vor allem des zweiten Manuals, durch Emanuel Kemper. 2010/2011 Restaurierung und Wiederherstellung der ursprünglichen Disposition durch Jehmlich Orgelbau Dresden. |
| 1870     | Pellworm                    | Neue Kirche                  |      | II/P    | 10       | Orgel 1902, 1934 und 1970 in unterschiedlichem Umfang verändert. 1998 Wiederherstellung des ursprünglichen Zustands durch Gebrüder Hillebrand Orgelbau. |
| 1870     | Heide (Holstein)            | St. Jürgen                   |      | II/P    | 21       | Im Jahr 1900 für 2600 Mark von Orgelbauer Hansen aufgekauft und in der katholischen Kirche St. Nikolaus (Kiel) eingebaut; dort 1931 zugunsten einer neuen, elektropneumatischen Rieger-Orgel entfernt. |
| 1874     | Mildstedt                   | St.-Lamberti-Kirche          |      | II/P    | 24       | 1949 von Kemper umgebaut und 1999 von Neuthor restauriert |
| 1875     | Bredstedt                   | St. Nikolai                  |      | II/P    |          | 2005 hinter Färbers Prospekt romantisch orientierter Orgelneubau (II/P/25) durch Martin ter Haseborg. 10 Register enthalten noch ganz oder teilweise Pfeifenmaterial von Färber. 2022 nach starkem Schimmelbefall Orgelsanierung und Neuintonation durch Schuke Orgelbau Potsdam. |
| 1877     | Hamdorf                     | Kirche                       |      |         |          | Orgelneubau für die 1876/1877 errichtete Kirche; mit Veränderungen erhalten |
| 1880     | Odenbüll                    | St. Vinzenz                  |      | I/p     |          | Ursprünglich einmanualige Orgel mit angehängtem Pedal. 1894 Versetzung an den heutigen Standort auf der Westempore und vermutlich bei dieser Gelegenheit Hinzufügung einer Pedallade. 1952 von Orgelbauer Ernst Brandt aus Quickborn um ein zweites Manual mit fünf Registern erweitert. |
| 1882     | Hütten (Schleswig)          | Kirche                       |      | II/P    | 9        | Prospekt und Teile des Pfeifenwerks erhalten, aufgegangen in einer 1980 erbauten, neobarock angelegten Orgel von Günter Braukmann (II/P/13). Diese wurde 2001 durch Paschen Kiel Orgelbau überholt. |
| 1884     | St. Michaelisdonn           | St. Michaelis                |      | I       | 5        | Bei Cirsovius erwähnt. 1980 durch Neubau von Andreas Andresen, Kiel, ersetzt. |
| 1884/85  | Neuenkirchen (Dithmarschen) | St. Jacobi                   |      | II/P    | 25       | Neubau hinter dem barocken Prospekt von Johann Hinrich Klapmeyer 1735, Färber entfernte allerdings das Rückpositiv. |
| 1885/86  | Todenbüttel                 | Dreieinigkeitskirche         |      | II/P    | 20       | Orgel 1988 von G. Christian Lobback restauriert, steht unter Denkmalschutz. |
| ca. 1888 | Kating                      | St. Laurentius               |      |         |          | Von Cirsovius in seiner Orgelschau für 1891 als in den letzten Jahren erbaut erwähnt; eine Schenkung von 8300 Mark erlaubte den Bau der Orgel durch Färber, „dessen Werkstatt viele schöne Orgeln entstammen“. 1943 durch eine Ott-Orgel ersetzt; als sich diese nicht mehr stimmen ließ, folgte 1992 eine Paschen-Orgel (I/P/5). |